# Kriterienkatalog
Ein Kriterienkatalog ist ein Tool (Hilfsmittel) der Evaluation. Es ist ein von Experten erstellter Katalog von Fragen zur Beurteilung eines Systems (z. B. Software). Dadurch werden andere Experten dazu befähigt, schnelle, einfache und/oder standardisierte Beurteilungen über das dem Kriterienkatalog zugrunde liegende System zu erstellen. Es wird insbesondere im Rahmen des Qualitätsmanagements eingesetzt.

## Vorteile
Das Übersehen / Vergessen von Kriterien verringert sich.
Ergebnisse werden in der Regel vergleichbarer.
Neue Blickwinkel werden aufgezeigt und kreative Handlungsweisen gefördert.
Moises listet folgende Vorteile auf:
- kostengünstiges Verfahren (man benötigt lediglich eine fachkundige Person, eine Programmkopie und entsprechende Hardware)
- einfache Organisation: die Lernsoftware kann losgelöst von ihrem realen Einsatzgebiet (Lerngeschehen) durch zentrale, speziell dafür geschaffene Organisationen bewertet werden.
- vordergründig methodisch sauber: durch die schrittweise, immer gleiche Abarbeitung umfangreicher Kriterienlisten erscheint das Verfahren objektiv und methodisch sauber.

## Nachteile
Je nach Qualität des Kriterienkatalogs fehlen wichtige Kriterien. 
Je nach Umfang ist der Zeitaufwand sehr hoch.
Moises listet folgende Nachteile auf:
- prinzipielle Unvollständigkeit: es werden ständig neue Faktoren diskutiert oder alte Faktoren verändert, weiter unterteilt usw.
- fehlende oder strittige Bewertungs- und Gewichtungsverfahren: oft entfallen lerntheoretische Diskussionen und die Gewichtungsverfahren werden der subjektiven Einschätzung einzelner Anwender, Pädagogen und Evaluatoren überlassen
- theoretische Orientierungslosigkeit: subjektive Gewichtungsverfahren ohne Bezug auf konkrete Lerntheorien
- isolierte Betrachtung der Programme ohne Berücksichtigung ihrer didaktisch sinnvollen Einbindung in ein Curriculum und ohne Bezug zur ganzheitlichen Gestaltung der Lernsituation
- umfangreiche und detaillierte Kriterienkataloge unabhängig von ihrer pädagogischen und didaktischen Angemessenheit.